# Nanbu (Yamanashi)
Nanbu (jap. 南部町 Nanbu-chō) – miasto w Japonii, na wyspie Honsiu, w prefekturze Yamanashi. Według danych na rok 2020 miejscowość zamieszkiwało 7 156 mieszkańców , a gęstość zaludnienia wyniosła 35,6 os./km².